# Hypoestes rosea
Hypoestes rosea är en akantusväxtart som beskrevs av Ambroise Marie François Joseph Palisot de Beauvois. Hypoestes rosea ingår i släktet Hypoestes och familjen akantusväxter. Inga underarter finns listade i Catalogue of Life.